# Зернов, Валентин Михайлович
Валентин Михайлович Зернов (25 марта 1895, Санкт-Петербург — 7 октября 1925, Коктебель) — русский и советский лётчик, планерист, лётчик-испытатель, участник Первой мировой и Гражданской войны, один из наиболее известных военных специалистов Красной Армии, подполковник РККА, начальник лётной части Академии Воздушного Флота им. Н. Е. Жуковского, кавалер ордена Красного Знамени (1922 г.)

## Биография
Родился 25 марта 1895 года в Санкт-Петербурге. Военную службу начал вольноопределяющимся, рядовым на завершающем этапе Первой мировой войны. В качестве «охотника» (добровольца) был направлен на теоретические авиационные курсы при Петроградском политехническом институте. В числе ста лучших офицеров и солдат, выпускников Курсов, был отправлен для обучения полётам в Англию. Окончил Военную школу в Оксфорде и 17.07.1917 года получил свидетельство на право пилотирования «Де Хэвилленд-6-Биплан». Из английской аттестации кадета Зернова (лист 57): «Солдат Михаил Зернов — Морис Форман, D.H.6, В.Е.2Е, В.Е.12, R.E.8 Налётано самостоятельно 47 часов. Лётчик хороший. Пригоден к полётам на различных машинах. Солдат хороший». После Октябрьского переворота добровольно вступил в РККА. Во время Гражданской войны В. М. Зернов, получив звание «красного военлёта» служил в 1-м авиаотряде 3-й воздушной эскадрильи. На 2-м Всероссийском авиационном съезде в Москве в июне 1918 года был избран в действительные члены Всероссийского совета авиации. Участвовал в подавлении Кронштадтского мятежа. За спасение пилота, чей самолёт был подбит и совершил вынужденную посадку на лёд Финского залива, В. М. Зернов был удостоен высшей на тот момент награды страны — ордена Красное знамя (Приказ Реввоенсовета Республики № 67 1922 год). С 1923 года служил в авиагарнизоне Минска. По выходным дням устраивал минчанам авиационные представления, виртуозно демонстрируя фигуры высшего пилотажа. Снискал себе прозвище «Свой Уточкин». Вел большую общественно-просветительскую работу, читал лекции в клубе им. К. Маркса об истории авиации.
Назначен начальником лётной части Академии Воздушного Флота имени профессора Н. Е. Жуковского.

## Гибель
В 1925 году Зернов участвовал в III Всесоюзных планерных состязаниях в Коктебеле. Одним планеров, на котором совершались полеты был АВФ-23 «Красная Пресня». Он был построен по проекту и под руководством слушателя Академии Воздушного Флота И. И. Артамонова.
7 октября Зернов во время полета на планере «Красная Пресня» погиб. Взлёт был совершён с южного старта при сильном ветре (15 — 16 м/с). Планер стало сносить ветром назад на старт. В целях увеличения скорости лётчик перевел планер в пикирование. При попытке вывода из него, планер разрушился (сообщается об изломе одной консоли). При этом пилот был выброшен из планера на высоте пятидесяти метров.

## Награды
- Орден Красного Знамени